# Імператорська Віленська медико-хірургічна академія
Імператорська Віленська медико-хірургічна академія — вищий медичний навчальний заклад, що діяв у місті Вільно в 1832—1842 рр.

## Історія

### Медична колегія
Академія веде свої початки від утвореного 1644 року факультету медицини Академії та університету віленського Товариства Єзуїтів у Вільні (заснованого у 1579 році королем Стефаном Баториєм). Але фактично медичний факультет запрацював лише з 1781 року з реформою навчального закладу в Головну школу Великого князівства Литовського як Медична колегія.
Після третього поділу Речі Посполитої Велике князівство Литовське стало частиною Російської імперії, а Головна школа в 1803 році згідно з актом імператора Олександра І була реорганізована в Імператорський Віленський університет з чотирма факультетами: фізико-математичним, морально-політичним (з богослов'ям), філологічним (відділення словесних наук і образотворчих мистецтв) та медичним. Нараховувалось 32 кафедри, викладалося 55 предметів. Університету належав ботанічний сад, анатомічний музей, клініка, фізична і хімічна лабораторії, бібліотека в 60 тисяч томів.
Участь студентів у нелегальних патріотичних організаціях (Товариство філоматів, товариство філаретів тощо), а згодом діяльність студентів та викладачів під час Листопадового повстання призвели до закриття університету. Медичний факультет був реорганізований в Медично-хірургічну академію (240 студентів).

### Медико-хірургічна академія
Заснована замість медичного факультету закритого в 1832 році Віленського університету, академія готувала фахівців з медицини, ветеринарії та фармації. Тривалість навчання становила від трьох до п'яти років.
В академії працювало 15 професорів і 10 ад'юнктів. Серед професорів були відомі вчені та медики різних спеціальностей Анджей Снядецкий, Адам Фердинанд Адамович, Фелікс Римкевич, Вацлав Пелікан (1832-1833), Едвард Ейхвальд, Юзеф Коженьовський, Іван Леонов та інші.
Ректорами (президентами) були: Миколай Мяновський (1832—1833), Томаш Кучковський (1833—1840), Юзеф Мяновський (1840—1842).
У перший рік роботи академії налічувалося 580 студентів, в 1833 році — 642. закінчив академію близько 700 осіб. У ній було захищено 20 докторських дисертацій з медицини.
Академії належали клініки акушерства, хірургії та терапії (кожна з них на 20 ліжок), лікарня для студентів і працівників академії, ветеринарна лікарня, анатомічний, хімічний, фізичний, зоологічний та інші кабінети, ботанічний сад, аптека, бібліотека; в бібліотеці до 1842 року нараховувалося близько 20 тисяч книг.

### Медичний факультет
Імператорським указом від 27 квітня 1840 року наказано: 

Височинним рескриптом на ім´я Міністра народної освіти 29 квітня 1840 року було наказано: 
Академія разом з фондами ліквідованого Імператорського Віленського університету та Волинського ліцею стали основою новозаснованого Імператорський університет Святого Володимира в Києві. Його Медичний факультет був створений саме шляхом реорганізації академії. 

### Подальша доля
Після Революції на базі медичного факультету був створений Київський інститут охорони здоров'я (нині Національний медичний університет імені О. О. Богомольця). Бібліотека ВМХА в кількості 7953 од. зберігається у зібраннях НБУВ.